# دييغو بيروني
دييغو بيروني (بالإسبانية: Diego Perrone)‏ (17 نوفمبر 1979 في الأوروغواي - ) هو لاعب كرة قدم أوروغواني في مركز الهجوم. شارك مع منتخب الأوروغواي لكرة القدم. أما مع النوادي، فقد لعب مع أوليمبيا أسونسيون وكلوب ليون وليفادياكوس ونادي أطلس ونادي دانوبيو ونادي كاتانيا ونادي لوغانو وناسيونال مونتيفيديو وسنترال إسبانيول.

## وصلات خارجية
- دييغو بيروني على موقع قاعدة بيانات كرة القدم.إي يو (الإنجليزية)
- دييغو بيروني على موقع ناشيونال فوتبول تيمز (الإنجليزية)
- دييغو بيروني على موقع Soccerway.com (الإنجليزية)